# Katastrofa lotu Ethiopian Airlines 961
Katastrofa lotu Ethiopian Airlines 961 – katastrofa lotnicza samolotu Boeing 767-260ER, należącego do linii lotniczych Ethiopian Airlines, do której doszło 23 listopada 1996 u wybrzeży Komorów. Samolot leciał na trasie Bombaj-Addis Abeba-Nairobi-Brazzaville-Lagos-Abidżan i został uprowadzony przez trzech etiopskich terrorystów, którzy zażądali lotu do Australii. Samolot niedługo później wpadł do Oceanu Indyjskiego przy awaryjnym lądowaniu spowodowanym brakiem paliwa. Zginęło 125 osób ze 175 obecnych na pokładzie.

## Samolot
Odrzutowy samolot Boeing 767-200ER został wyprodukowany w 1987 i wszedł do służby w Ethiopian Airlines w tym samym roku. 22 października 1987 otrzymał znak rejestracyjny ET-AIZ. Nalot samolotu wyniósł 32353 godzin do momentu katastrofy. Samolot był wyposażony w dwa silniki Pratt & Whitney JT9D-7R4E.
Maszyna przed lotem posiadała wszystkie potrzebne przeglądy technicznie zgodne z wytycznymi Ethiopian Airlines, zaaprobowanymi przez Ethiopian Civil Aviation Authority (ECAA).
W chwili katastrofy był to drugi najgorszy (pod względem liczby ofiar) wypadek Boeinga 767.

## Załoga

### Skład załogi
Załogę samolotu Boeing 767-260ER w jego ostatnim locie stanowili:
| L.p. | Imię i nazwisko     | Pełniona funkcja              | Przeżył(a) katastrofę |
| ---- | ------------------- | ----------------------------- | --------------------- |
| 1    | Leul Abate          | Kapitan                       | Tak                   |
| 2    | Yonas Mekuria       | Pierwszy oficer               | Tak                   |
| 3    | Yeshimebet G/Meskel | Członek personelu pokładowego | Tak                   |
| 4    | Hiwot Tadesse       | Członek personelu pokładowego | Tak                   |
| 5    | Girmay Lemlem       | Członek personelu pokładowego | Tak                   |
| 6    | Shibeshi Melka      | Mechanik pokładowy            | Tak                   |
| 7    | Tsegereda Estifanos | Członek personelu pokładowego | Nie                   |
| 8    | Yodit Sebsibe       | Członek personelu pokładowego | Nie                   |
| 9    | Tehut Zemedagegnehu | Członek personelu pokładowego | Nie                   |
| 10   | Nazerawit Amanuel   | Członek personelu pokładowego | Nie                   |
| 11   | Tsehay Zewde        | Członek personelu pokładowego | Nie                   |
| 12   | Sime Gulima         | Członek personelu pokładowego | Nie                   |

Wszyscy członkowie załogi byli narodowości etiopskiej.

### Kapitan
Kapitan Leul Abate posiadał około 11 525 godzin nalotu, w tym około 4067 godzin na samolotach typu Boeing 757/Boeing 767, z czego około 686 godzin spędził jako dowódca.

### Pierwszy oficer
Pierwszy oficer Yonas Mekuria posiadał około 6570 godzin nalotu, w tym około 3042 godzin na samolotach typu Boeing 757/Boeing 767, przy czym nigdy nie pełnił roli dowódcy.

## Przebieg katastrofy

### Przebieg lotu przed porwaniem
Procedura startu lotu nr ET 961 rozpoczęła się o godzinie 8:09 UTC. Maszyna miała wykonać rutynowy lot międzynarodowy z Addis Abeby do Abidżanu z międzylądowaniami w Nairobi, Brazzaville i Lagos. Na pokładzie znajdowało się 163 pasażerów i 12 członków załogi.

### Porwanie
Dwadzieścia minut po starcie samolotu, około 8:29 UTC trzech mężczyzn wstało z foteli i pobiegło do kabiny pilotów. Jeden z porywaczy miał wtedy stwierdzić, że na pokładzie samolotu znajduje się bomba i wszyscy pozostali pasażerowie powinni pozostać na swoich miejscach. Następnie, porywacze wbiegli do kabiny pilotów, pobili pierwszego oficera i zmusili go do opuszczenia kabiny, po czym zażądali lotu do Australii.

### Przebieg lotu po porwaniu

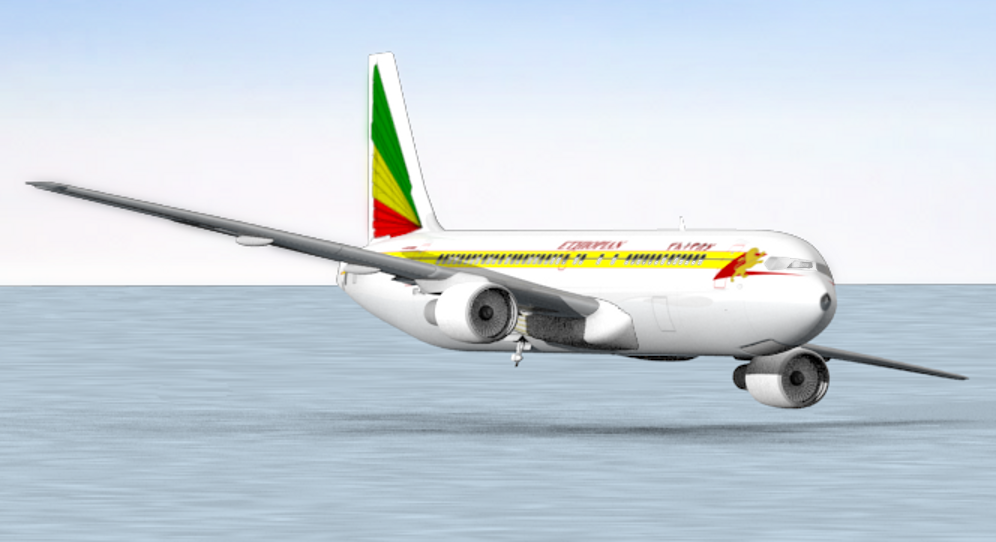
Symulacja komputerowa katastrofy, przedstawiająca samolot na chwilę przed uderzeniem w wodę

Po usłyszeniu żądań porywaczy, kapitan bezskutecznie próbował im wyjaśnić, że nie dolecą do Australii bez międzylądowania celem uzupełnienia paliwa. Porywacze natomiast byli przekonani, że uzupełnienie paliwa nie jest potrzebne, ponieważ w magazynie pokładowym znajdowała się informacja, że samolot tego typu może lecieć aż 11 godzin bez tankowania. Pilot podjął próbę wyjaśnienia, że samolot nie został zatankowany do pełna, w związku z czym jego lot nie może trwać tak długo, jak zostało to opisane w magazynie. Pomimo tego, porywacze zagrozili, że zdetonują bombę jeżeli ich żądania nie zostaną spełnione. Finalnie, kapitan skierował samolot w kierunku Komorów.
Porywacze poinformowali pasażerów w trzech językach (amharskim, angielskim i francuskim), że przejęli władzę nad samolotem, cel lotu uległ zmianie oraz że na pokładzie znajdowała się bomba.
W czasie lotu, przywódca grupy porywaczy siedział na miejscu drugiego pilota bawiąc się przyrządami odpowiedzialnymi za manewrowanie samolotem i pijąc alkohol. Dwaj pozostali porywacze przebywali poza kokpitem.
Gdy samolot zbliżył się do archipelagu Komorów, kapitan zauważył port lotniczy Moroni i zaczął krążyć w jego okolicach. W pewnym momencie w kabinie pojawiło się ostrzeżenie o niskim poziomie paliwa.  Kapitan ponownie poprosił porywaczy, by pozwolili mu wylądować, lecz ci się nie zgodzili.
W pewnym momencie przywódca grupy opuścił kokpit, by porozmawiać z resztą porywaczy. Pilot, uświadomiwszy sobie, że porywacze nie są uzbrojeni, postanowił poinformować pasażerów o powadze sytuacji w której się znajdują i poprosić o siłowe powstrzymanie porywaczy. Ogłoszenie to zostało jednak wygłoszone tylko w języku angielskim i przerwane przez przywódcę grupy, przez co większość pasażerów nie zrozumiała intencji kapitana.
Na skutek ustania pracy przez oba silniki, samolot zaczął tracić wysokość. Widząc co się dzieje, drugi pilot poprosił porywaczy, by pozwolili mu powrócić do kabiny i pomóc kapitanowi. Gdy samolot znajdował się na wysokości 150 stóp, porywacze opuścili już kabinę samolotu. Następnie maszyna zahaczyła lewym skrzydłem o taflę wody u północnych wybrzeży wyspy Wielki Komor, co spowodowało złamanie się kadłuba na 4 części.

## Porywacze
Porywacze zostali zidentyfikowani jako Alemayehu Bekeli Belayneh, Mathias Solomon Belay oraz Sultan Ali Hussein. W czasie porwania ogłosili przez interkom, że występują przeciw rządowi etiopskiemu i celem lotu ma być Australia. Poinformowali również, że jest ich na pokładzie jedenastu. W rzeczywistości okazało się, że było ich tylko trzech, a rzekoma bomba była butelką alkoholu.

## Ofiary

### Zestawienie ofiar
W samolocie znajdowało się 12 członków załogi i 163 pasażerów, z czego przeżyło 6 członków załogi i 44 pasażerów. Wypadku nie przeżył żaden z porywaczy. Wśród ocalonych znaleźli się obaj piloci.
| Kraj                     | Liczba osób na pokładzie ogółem | Ofiary śmiertelne | Ocaleni |
| ------------------------ | ------------------------------- | ----------------- | ------- |
| Etiopia                  | 31                              | 22                | 9       |
| Nigeria                  | 23                              | 19                | 4       |
| Indie                    | 20                              | 14                | 6       |
| Kenia                    | 14                              | 8                 | 6       |
| Mali                     | 12                              | 9                 | 3       |
| Sri Lanka                | 9                               | 9                 | -       |
| Izrael                   | 8                               | 7                 | 1       |
| Wielka Brytania          | 7                               | 5                 | 2       |
| Kongo                    | 5                               | 3                 | 2       |
| Stany Zjednoczone        | 5                               | 2                 | 3       |
| Francja                  | 4                               | 2                 | 2       |
| Ukraina                  | 4                               | 1                 | 3       |
| Włochy                   | 4                               | -                 | 4       |
| Benin                    | 2                               | 2                 | -       |
| Dżibuti                  | 2                               | -                 | 2       |
| Japonia                  | 2                               | 1                 | 1       |
| Kamerun                  | 2                               | 2                 | -       |
| Liberia                  | 2                               | 2                 | -       |
| Szwecja                  | 2                               | 2                 | -       |
| Austria                  | 1                               | 1                 | -       |
| Belgia                   | 1                               | 1                 | -       |
| Czad                     | 1                               | 1                 | -       |
| Egipt                    | 1                               | 1                 | -       |
| Jemen                    | 1                               | 1                 | -       |
| Kanada                   | 1                               | 1                 | -       |
| Korea Południowa         | 1                               | 1                 | -       |
| Lesotho                  | 1                               | -                 | 1       |
| Niemcy                   | 1                               | 1                 | -       |
| Pakistan                 | 1                               | 1                 | -       |
| Sierra Leone             | 1                               | 1                 | -       |
| Somalia                  | 1                               | 1                 | -       |
| Szwajcaria               | 1                               | 1                 | -       |
| Uganda                   | 1                               | 1                 | -       |
| Węgry                    | 1                               | 1                 | -       |
| Wybrzeże Kości Słoniowej | 1                               | 1                 | -       |
| Zair                     | 1                               | 1                 | -       |
| Razem                    | 175                             | 125               | 50      |

### Ważni pasażerowie
Jedną z ofiar był kenijski korespondent telewizyjny – Mohamed Amin, który rozpowszechnił na świecie zdjęcia głodu w Etiopii. Wśród ofiar katastrofy znaleźli się również ambasador Węgier w Kenii Antal Annus oraz pracownik MSZ Francji.
Wypadek przeżył ówczesny amerykański konsul generalny w Bombaju Franklin Huddle oraz jego żona.

### Przyczyny śmierci pasażerów i członków załogi

Ilustracja przedstawiająca stopień odniesionych obrażeń przez pasażerów i członków załogi w zależności od miejsca, które zajmowali w samolocie

Najczęstszą przyczyną zgonów poniesionych przez osoby znajdujące się na pokładzie samolotu były uderzenie podczas wodowania i utonięcie.
Część z osób które utonęły, utonęła na skutek napełnienia powietrzem kamizelek ratunkowych wewnątrz samolotu, przez co nie mogły później się wydostać.

## Nagranie katastrofy
Uderzenie samolotu o wodę zostało nagrane przez parę turystów, przebywających w tym czasie na plaży w pobliżu hotelu Le Galawa w Mitsamiouli, którzy myśleli, że nisko lecąca maszyna stanowi pokaz lotniczy przewidziany dla odwiedzających wyspę.

## Akcja ratunkowa
Przed przybyciem na miejsce zdarzenia służb ratunkowych, pomocy zaczął udzielać między innymi personel pobliskiego hotelu i mieszkańcy pobliskich wiosek.